# 伊夫·克劳德·永珊
伊夫·克劳德·永珊（法語：Yves Claude Vĩnh San，1934年4月8日—2016年7月13日），越南文名阮福保䧛，维新帝阮福晃第三子，母为费南德·安迪尔。

## 生平
伊夫生于1934年4月8日，1945年其父去世后改姓“永珊”，妻子名为Jessy Tarby，两人育有10名子女。1987年送父亲之遗骨回国安葬，改葬于安陵陵园内。曾任大南龙星院主席（阮朝皇室組織主席）。2001年他写了一本书，名为《维新——安南的皇帝1900-1945》。
2016年7月13日，伊夫逝世，享寿82岁。

## 子女
1. 伊夫·永珊（法語：Yves Vinh-San）
2. Patrick Vinh-San
3. Johnny Vinh-San
4. Jerry Vinh-San
5. Thierry Vinh-San
6. Cyril Vinh-San
7. Didier Vinh-San
8. 玛丽·克劳德·永珊（法語：Marie-Claude Vinh-San）
9. 玛丽莲·永珊（法語：Marilyn Vinh-San）
10. 多丽丝·永珊（法語：Doris Vinh-San）